# ふたりの息子のたとえ
ふたりの息子のたとえ（ふたりのむすこのたとえ、英語: Parable of the Two Sons）は新約聖書のマタイによる福音書（21:28-32）に登場する、イエス・キリストが語った神の国に関するたとえ話である。

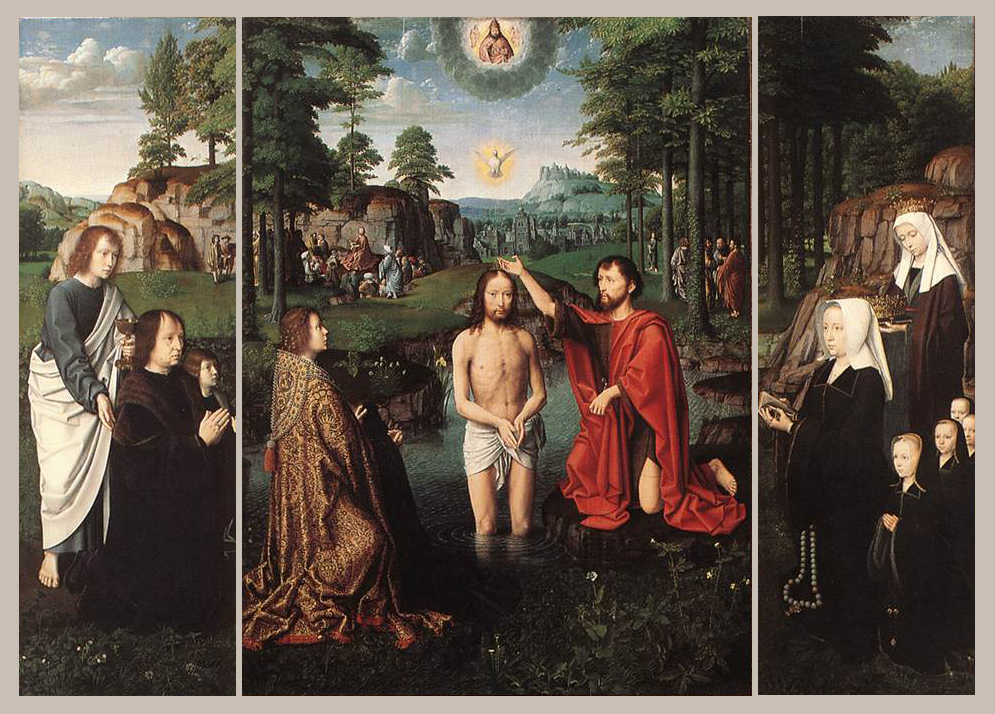
キリストの洗礼祭壇画
ヘラルト・ダーフィット（16世紀）

## 内容

### 概要
イエスはエルサレム神殿の祭司長、長老たちを前にして次のたとえ話を語った。
ある人にふたりの息子がいた。父は兄のところに行って、「きょう、ぶどう園に行って働きなさい」と指示した。すると、兄は「わかりました。参ります」と答えたが行かなかった。また、弟のほうにも「ぶどう園に行って働きなさい」と同じように指示した。弟は「いやです」と答えたが、あとで考えなおして、ぶどう園に出かけた。
イエスは祭司長や長老たちに「ふたりのうち、どちらが父親の望みどおりにしたのか」と尋ねた。彼らは「弟のほうです」と答えた。
「取税人や遊女のほうが、あなたたちより先に神の国に入る。ヨハネが義の道を説いて、取税人や遊女たちはヨハネを信じた。あなたがたはそれを見たのに、彼を信じようとしなかった」とイエスは彼らに言った。

## 解説
イエスがエルサレム神殿の境内で人々に教えていると、祭司長や長老たちが近寄って来て、「何の権威でこのようなことをしているのか。誰が権威を授けたのか」と言った。それに対してイエスは「では、わたしも尋ねる。それに答えたらわたしも答えよう。ヨハネの洗礼は天からのものか。人からのものか」と言った。祭司長や長老たちは相談し合った。「天からのものだ」と言えば、「では、なぜヨハネを信じなかったのか」と言われる。「人からのものだ」と言えば、周りにいる群衆はヨハネは神が遣わした預言者だと信じているので何をされるか怖い。そのため、「わからない」と答えた。イエスは「それなら、わたしも何の権威でこのようなことをするのか言うまい」と言った。
群集から支持されているイエスと祭司長や長老たちとの間で神から与えられた権威をめぐって、厳しい緊張関係が生まれていた。イエスがエルサレムに入って、その緊張関係がさらに高まった。その中でイエスはこのたとえ話を語った。
たとえ話の中で兄は祭司長や長老たち、ユダヤ人権力者を表し、弟は徴税人や娼婦たち、罪びとを表している。そして父親の「ぶどう園に行って働きなさい」という命令は預言者であるヨハネが勧めた洗礼を受け入れ、悔い改めること、神の命令に従うことを表している。
イエスは神の教えの伝道を始める前に、洗礼者ヨハネのもとに行き、彼が授ける洗礼を受けていた。またヨハネはイエスの登場に先立ち、ひたすら、神の民の悔い改めを説き、多くの民に洗礼を授けていた。これは、神のぶどう園を神のものとしてお返しするための浄化作業を意味していた。
徴税人や娼婦たちは自分の罪を自覚し、ヨハネの悔い改めの洗礼を受け、考えを改めた。それに対し、祭司長や長老たちは心を頑なにし、ヨハネの洗礼を受けることなく、自分たちこそが神からの権威を授かっているのだと慢心を起こし、考えを改めようとしなかった。そのことをイエスはこのたとえによって批判している。
このたとえ話の中心主題は、自分の罪を自覚して今までの生活を変えること、考え方を変えることである。そのために必要なものは、心の柔軟性と心の謙虚さであろう。
ここで引用した聖書の本文は口語訳聖書であるが、口語訳聖書と新共同訳聖書では内容が異なり、兄と弟の発言が入れ替わっている。これは元の古代ギリシャ語のテキストが2種類あることに起因しているが、イエスがたとえ話によって主張している意味に変わりはない。大正改訳聖書と新改訳聖書は口語訳聖書と同様に考えを改めたのは弟の方となっている。また、明治元訳聖書とフランシスコ会訳聖書は新共同訳聖書と同様に考えを改めたのは兄の方となっている。